# نادي الكوفة
نادي الكوفة الرياضي هو أحد أندية كرة القدم في العراق يقع في مدينة الكوفة في محافظة النجف تأسس عام 1964.

## التشكيلة
- سن جلاب مدرب
- كرار علي. 	حارس
- مهند طالب. 	دفاع
- احمد طالب دفاع
- ايلاف كاظم. 	دفاع
- حسن علي وسط
- حسن جاسم. 	وسط
- عباس وحودي. 	وسط
- أحمد حسن وسط
- عطيه عبد الإمام وسط
- حيدر ناظم وسط
- حيدر تالي وسط
- محمد عبد الصاحب. 	وسط
- سمير عبد الجبار وسط
- وائل عبد الحسين وسط
- عباس جبار. 	هجوم
- بشار عودة هجوم
- كرار عادل هجوم
- رائد سدير. 	هجوم
- سمير عبد العباس هجوم
- زيد عبد الحمزة. 	هجوم
- حسين هاشم 	مساعد مدرب
- جعفر عبد هاشم 	مدرب حراس